# João Anastácio Rosa
João Anastácio Rosa (Redondo, 1812 - Lisboa, 17 de Dezembro de 1884), conhecido por Rosa-Pai, foi um actor e escultor português do século XIX. Revelou grandes capacidade melodramáticas, em especial no drama "O Estudante de S. Ciro", onde participou no papel de um tirano. Atingiu o seu maior sucesso como actor, ensaista e decorador no drama bíblico A profecia ou a queda de Jerusalém. O sucesso foi tão grande que o governo lhe concedeu mesmo uma bolsa de estudo em França. Em 1866 reformou-se e passou a dedicar-se à caricatura. Como escultor foi o autor do busto de Almeida Garrett que se encontra patente no átrio do Teatro Nacional D. Maria II, em Lisboa.